# Berghausen, Steiermark
Berghausen var en kommun i Österrike. Den låg i distriktet Leibnitz i förbundslandet Steiermark. Den 1 januari 2015 slogs den samman med kommunerna Ehrenhausen, Ratsch an der Weinstraße och  Retznei och bildade kommunen Ehrenhausen an der Weinstraße.
Kommunen bestod av tre orter (Ortschaften) (inom parentes invånarantal 1 januari 2024):
- Ewitsch (391)
- Wielitsch (187)
- Zieregg (14)